# Chained Up
Albums de VIXX
Boys' Record
(2015) Depend on Me
(2016)
Singles
1. Chained up
Sortie : 10 novembre 2015
2. Chained up (Version Chinoise)
Sortie : 25 novembre 2015

Chained Up est le second album studio du boys band sud-coréen VIXX. Il est sorti le 10 novembre 2015 sous Jellyfish Entertainment. La chanson "Chained up" a été choisi comme titre promotionnel.

## Liste des pistes
Liste des pistes
| No  | Titre                   | Auteur                                                                | Producteur(s)                                               | Durée |
| --- | ----------------------- | --------------------------------------------------------------------- | ----------------------------------------------------------- | ----- |
| 1.  | Mistress (Intro)        |                                                                       | MELODESIGN                                                  | 1:11  |
| 2.  | Chained up (사슬)       | Misfit, Ravi                                                          | Albi Albertsson, Hugo Solis, Farah Achour, Carl Arvid Lehne | 3:13  |
| 3.  | Maze                    | Misfit, Ravi                                                          | Albi Albertsson, Martin Mulholland, Nalle Ahlesdt           | 3:28  |
| 4.  | Stop It Girl            | Kim Ji-hyang, Ravi                                                    | Erik Lidbom, Andreas Oberg                                  | 3:45  |
| 5.  | Hot Enough              | Kim Min-jin, Ravi                                                     | Erik Lidbom, MLC, Deeepsol, Odd.I                           | 3:27  |
| 6.  | Spider                  | Park Sung-hee (Jam Factory), Ravi                                     | Simon Janlov                                                | 3:47  |
| 7.  | 부시시 (That You)       | Kim Ji-hyang, Ravi                                                    | MELODESIGN                                                  | 3:55  |
| 8.  | Heaven                  | Ravi                                                                  | Ravi                                                        | 3:15  |
| 9.  | 지금 우린 (Now We)      | Kim Ji-hyang                                                          | MELODESIGN                                                  | 4:24  |
| 10. | Eternity (기적; Gijeok) | Kim Eana                                                              | Hyuk Shin, Deanfluenza, 2xxx!, DK, siyeonking!              | 3:04  |
| 11. | Error                   | Kim Eana                                                              | Hwang Se-jun, MELODESIGN                                    | 3:46  |
| 12. | Can't Say               | Kim Ji-hyang, Ravi (Paroles originelles par SHOW for Digz. Inc Group) | Hwang Se-jun (Y.Bird), MELODESIGN                           | 3:24  |
| 13. | Chained up (Inst.)      |                                                                       | Albi Albertsson, Hugo Solis, Farah Achour, Carl Arvid Lehne | 3:13  |

## Historique de sortie
| Pays         | Date             | Format                       | Label                                |
| ------------ | ---------------- | ---------------------------- | ------------------------------------ |
| Monde entier | 10 novembre 2015 | CD, téléchargement numérique | Jellyfish Entertainment              |
| Corée du Sud | 10 novembre 2015 | CD, téléchargement numérique | Jellyfish Entertainment              |
| Chine        | 25 novembre 2015 | Téléchargement numérique     | Jellyfish Entertainment, QQ          |
| Taïwan       | 25 novembre 2015 | Téléchargement numérique     | Jellyfish Entertainment, Avex Taiwan |

## Classement
| Classement                                         | Meilleure position |
| -------------------------------------------------- | ------------------ |
| South Korea (Gaon Weekly albums chart)             | 1                  |
| South Korea (Gaon Weekly social chart)             | 1                  |
| South Korea (Gaon Weekly singles chart)            | 8                  |
| Taiwan Five Music (Korea-Japan Weekly album chart) | 1                  |
| US World (Weekly world albums chart)               | 3                  |